# BH Tennis Open International Cup 1992
Il BH Tennis Open International Cup 1992 è stato un torneo di tennis facente parte della categoria ATP Challenger Series nell'ambito dell'ATP Challenger Series 1992. Il torneo si è giocato a Belo Horizonte in Brasile dal 20 al 26 luglio 1992 su campi in terra rossa.

## Vincitori

### Singolare
Gilbert Schaller ha battuto in finale  João Cunha e Silva con il punteggio di 6–4, 6–7, 6–0

### Doppio
Nelson Aerts /  Alexandre Hocevar hanno battuto in finale  João Cunha e Silva /  César Kist con il punteggio di 6–1, 6–7, 6–2